# スプートニク (路面電車車両)
スプートニク（ドイツ語: Sputnik）は、かつてドイツの都市・フライブルク・イム・ブライスガウの路面電車であるフライブルク市電に導入された車両の愛称。同路線初の2車体連接車で、1990年代まで営業運転に用いられた。

## 概要
1959年に製造された、フライブルク市電初の連接車。片運転台式の2車体連接車で、従来の2軸車による連結運転に比べ車掌人数の削減の効果があった。構造については予備部品の増加を抑制するため、2軸車が連接ジョイントで繋がる形（連結式連接車、Sattelgelenkwagen）を採用しており、電気機器も従来の構造と同様であった。一方で、フライブルク市電で初となる自動扉を始めとした新たな設備も幾つか取り入れられ、乗客は前方の扉から乗車し中央・後方の扉から降車する流れとなっていた（前乗り・後ろ降り）。主電動機や集電装置は運転台が存在する前方車体に設置されていた。愛称の「スプートニク」は、当時の最新鋭車両である事からソビエト連邦のスプートニク計画にちなみ、フライブルク市民によって呼ばれ始めたものであった。
合計3両が製造された後、フライブルク市電の主要系統である4号線を始めとする各系統で使用され、主に後方に2軸付随車を連結する運用が行われた。当初は「100」「101」「102」という車両番号であったが、100については1960年代以降「103」に番号が変更された。また、営業運転中には塗装や前照灯の位置などの変更が行われた。1981年には後継車両となるGT8形への置き換えに伴い一時運用を離脱したが、利用客の急増による車両不足を補うため1983年に運用に復帰し、1994年まで使用された。
2両（101・102）については営業運転離脱後に解体されたが、1両（103）については非営業用の広告車両として用いられた他、車両番号についても元の「100」に戻された。その後、2006年に動態保存車両として外装・内装の復元工事が実施され、以降はフライブルク路面電車友の会（Freunde der Freiburger Straßenbahn e.V.）による保存運転が行われている。